# Programa Raíces
El Programa Raíces, acrónimo de Red de Argentinos Investigadores y Científicos en el Exterior, llamado también R@íces, es un plan del Ministerio de Ciencia, Tecnología e Innovación Productiva  destinado a establecer redes de conexión entre los científicos argentinos en el exterior y la ciencia que se desarrolla en la Argentina y favorecer la repatriación de científicos.
Comenzó en 2003, durante la presidencia de Néstor Kirchner, como un programa de la Secretaría de Ciencia y Tecnología. Fue institucionalizado en 2008 a través de la ley 26.421 durante la presidencia de Cristina Fernández de Kirchner.
Hasta julio de 2011 se consiguió la repatriación de 834 científicos y el 7 de octubre de 2013 se presentó a la científica repatriada número 1000, logrando revertir -en conjunto con otras medidas y programas- la tendencia histórica de fuga de cerebros que existía en la Argentina.

## Objetivos
Los objetivos del programa son la en el ámbito internacional de las distintas actividades tecnológicas y científicas que se desarrollan en el país; el incremento de los lazos entre los investigadores que se encuentran en el exterior y los que trabajan en la Argentina; la mejora de la disponibilidad y calidad de la información sobre profesionales argentinos altamente capacitados que viven fuera del país; involucrar a científicos argentinos residentes en el exterior al Programa de Atención a Áreas de Vacancia (PAV) y conectar a organizaciones no gubernamentales y al sector de la producción en las actividades del plan.

## Ejes del programa
El programa cubre los siguientes costos del investigador repatriado:
- Pasaje de regreso
- Suma fija mensual
- En algunos casos también contempla: reintegro por exceso de equipaje, envío de bibliografía, gastos de mudanza, traslado de equipo científico, compra de equipamiento para investigación e impuestos aduaneros

## Científicos repatriados
Del total de científicos argentinos repatriados a través del programa Raíces, el 54% se encontraba en países de América, el 44% en países europeos y el 2% restante se dividía en partes iguales entre Asia y Oceanía. De los repatriados de Europa, el 32% regresó desde España, el 20% desde Francia, el 15% desde Alemania, el 12% desde el Reino Unido, el 9% desde Italia, el 4% desde Suiza, el 2% desde Países Bajos, otro 2% desde Suecia y el resto desde otros países. De los repatriados de América, el 71% regresó desde Estados Unidos, 10% desde Brasil, 9% desde Canadá, 6% desde México, 3% desde Chile y el resto desde otros países.